# クールKのウルトラカウントダウン
クールKのウルトラカウントダウン（クールケーのウルトラカウントダウン）は、ニッポン放送で1999年4月3日～9月（毎週土曜25:00～27:00）『@llnightnippon.com』として生放送されていたラジオ番組。パーソナリティはLFクールKこと、ニッポン放送アナウンサーの垣花正。
当番組は、通常のカウントダウン番組と異なり、リクエスト上位の曲から放送した。
しかしながら、西川貴教や深田恭子などが新曲のオンエアをニッポン放送内の当人の番組(西川貴教のallnightnippon SUPER!や深田恭子 IN MY ROOM)に限定する意向である、ということでリクエストナンバーをオンエアしないことがしばしばあった。上位2曲がオンエアされないという回もあり、リスナーの顰蹙を買った。
なお正式タイトルは「タイトー サタデースペシャル クールKのウルトラカウントダウン」（当時のメインスポンサーがタイトーのため）であるため、「オールナイトニッポン」土曜日にメインスポンサーがつく最初の例となった。（後に日総工産・東芝・大塚製薬・大修館書店・明光義塾・角川書店と変更し、2014年10月よりニチレイがメインスポンサーに就く。）